# Selina Nowak
Selina Nowak (* 23. Juni 1990 in Deizisau) ist eine ehemalige deutsche Fußballspielerin. 

## Karriere

### Vereine
Nowak begann in Eschach beim ortsansässigen Turn- und Sportverein mit dem Fußballspielen. Über den TSV Meckenbeuren und den TSV Tettnang gelangte sie zum VfL Sindelfingen, für den sie in der Gruppe Süd der seinerzeit zweigleisigen 2. Bundesliga Punktspiele bestritt. Ihr Debüt am 8. September 2008 (1. Spieltag) im Heimspiel gegen den SC Sand krönte sie mit dem 2:1-Siegtor in der 40. Minute.
Zur Saison 2009/10 wurde sie vom Bundesligisten SC Freiburg verpflichtet. Ihr Bundesligadebüt gab sie am 20. September 2009 (1. Spieltag) bei der 0:1-Niederlage im Heimspiel gegen den FF USV Jena mit Einwechslung für Valeria Kleiner in der 36. Minute. In der Folgesaison trug sie mit 19 Punktspielen in der 2. Bundesliga Süd zur Rückkehr in die höchste Spielklasse im deutschen Frauenfußball bei. In dieser bestritt sie elf, in ihrer letzten Saison lediglich ein Punktspiel, da sie überwiegend – in insgesamt 22 Punktspielen – für die zweite Mannschaft zum Einsatz kam. Während ihrer Vereinszugehörigkeit kam sie auch in insgesamt fünf Pokalspielen zum Einsatz.
Vom 3. August bis 5. Oktober 2013 spielte sie für den Schweizer Erstligisten FC Basel.

### Nationalmannschaft
Nowak bestritt im Jahr 2005 für die U15-Nationalmannschaft vier Länderspiele, wobei sie am 21. Mai bei der 1:2-Niederlage im Testspiel gegen die Auswahl der Niederlande als Nationalspielerin debütierte. Von 2005 bis 2007 kam sie siebenmal für die U17-Nationalmannschaft zum Einsatz, letztmals am 7. Juni bei der 0:1-Niederlage im Testspiel gegen die Auswahl der Niederlande.